# Lichonycteris degener
Lichonycteris degener é uma espécie de morcego da família Phyllostomidae. Pode ser encontrada na Bolívia, Brasil, Peru, Equador, Colômbia, Venezuela, Guina, Suriname e Guiana Francesa.

## Nomenclatura e taxonomia
Incluído como sinônimo de L. obscura, foi elevado a categoria de espécie distinta.